# مهووس (شخص)
مصطلح «مهووس» هو مصطلح تحقيري يستخدم لشخص لديه اعتقاد ثابت بينما يرفض هذا الاعتقاد معظم معاصريه ويعتبرونه خاطيء. وهو ترجمة لمصطلح «كرانك» (Crank) الإنكليزي، يقوم المهووس برفض كل الأسانيد العلمية والتي تتعارض مع وجهة نظره لدرجة أنه يعتبر مثير للسخرية، يرفض المهووس بشكل مميز كل الأدلة والحجج التي تتعارض مع معتقداته غير التقليدية، مما يجعل أي نقاش عقلاني مسألة عقيمة ويجعلهم غير قابلين للحقائق والأدلة والاستدلال العقلاني.
على الرغم من أن الخبراء في هذا المجال يجدون أن معتقدات الهووس سخيفة، إلا أنه يكون أحيانًا ناجحًا للغاية في إقناع غير الخبراء بآرائه. ومن الأمثلة الشهيرة على ذلك مشروع قانون إنديانا بي حيث كان المجلس التشريعي للولاية على قاب قوسين لوضع قانون بناء على نتيجة مهووس في تحليله لقيمة باي ({\displaystyle \pi }) الهندسية.

## مهووس الإنترنت
إن ظهور الإنترنت قد أعطى منفذاً آخر لأشخاص خارج التيار الرئيسي الذين قد يحصلون على لقب المهووس بسبب منشوراته على الإنترنت أو مواقع إلكترونية تروج لمعتقدات معينة. هناك عدد من مواقع الويب المخصصة لإدراج الأشخاص كمهووسين. تم وصف مواقع الويب التي تم تحريرها من قبل المجتمع مثل Wikipedia بأنها عرضة للهولوسة.

## الخصائص المشتركة
اهتم الكتاب الثاني لعالم الرياضيات والكاتب المعروف مارتن غاردنر بدراسة معتقدات المهووس، البدع والمغالطات باسم العلم. في الآونة الأخيرة، كتب عالم الرياضيات أندروود دودلي سلسلة من الكتب حول مهووسي الرياضيات، بما في ذلك المُثَلِّثين، ومهووسي الرياضيات، وعلم الأعداد: أو، ما حول فيثاغورس. وفي منشور يوزنت لعام 1992، اقترح عالم الرياضيات جون بايز بفكاهة قائمة مرجعية، مؤشر غريب الأطوار، يهدف إلى تشخيص المعتقدات الغريبة فيما يتعلق بالفيزياء المعاصرة.
وفقًا لما ذكره هؤلاء المؤلفون، فإن الخصائص العالمية الفعلية للمهووسين هي:
1. 1يبالغ المهووسون في تقدير معارفهم وقدراتهم، ويقللون من شأن الخبراء المعترف بهم.
2. يصر المهووسون على أهمية اكتشافاتهم المزعومة بإلحاف.
3. نادرًا ما يعترف المهووسون بأي خطأ، مهما كان تافهًا.
4. يحب المهووسون التحدث عن معتقداتهم الخاصة، غالبًا في مواقف اجتماعية غير مناسبة، لكنهم يميلون إلى أن يكونوا مستمعين سيئين، ولا يهتمون بتجربة أي شخص آخر أو آرائه.

يفتقر بعض المهووسين إلى الإنجاز الأكاديمي؛ إذ يؤكدون عادةً أن التدريب الأكاديمي في موضوع اعتقادهم ليس عديم الأهمية فحسب لاكتشاف الحقيقة، بل ضارًا على نحوٍ فعال، لأنهم يعتقدون أنه يسمم العقول بتعليم الأكاذيب. يبالغ البعض الآخر بشكلٍ كبير في إنجازاتهم الشخصية، ويصرون على أن بعض الإنجازات (الحقيقية أو المزعومة) في مجال من مجالات الجهد البشري التي ليس لها أي صلة تعني ضمنًا أن رأيهم الغريب يجب أن يُؤخذ على محمل الجد.
يدعي بعض المهووسين معرفة واسعة بأي مؤلفات ذات صلة، بينما يدعي البعض الآخر أن الإلمام بالعمل السابق غير ضروري تمامًا.
بالإضافة إلى ذلك، فإن الغالبية العظمى من المهووسين:
1. أساؤوا فهم الرأي السائد الذي يعتقدون أنهم يعترضون عليه بشكلٍ خطير.
2. أكدوا على أنهم كانوا يعملون على صياغة أفكارهم لعقود عديدة، وادّعوا أن هذه الحقيقة وحدها تبين عدم إمكانية رفض معتقدهم على أنه يستند إلى خطأ بسيط.
3. قارنوا أنفسهم بالنجوم في المجال الذي اختاروه (غالبًا غاليليو غاليلي، أو نيكولاس كوبرنيكوس، أو ليونهارت أويلر، أو إسحاق نيوتن، أو ألبرت أينشتاين، أو جورج كانتور)، ما يشير إلى أن مجرد عدم شعبية بعض المعتقدات ليس سببًا جيدًا لرفضها.
4. ادعوا أن أفكارهم تُقمع، وعادةً ما تكون مدعومة بنظريات المؤامرة التي تستدعي منظمات الاستخبارات، أو العلوم السائدة، أو المصالح التجارية القوية، أو غيرها من المجموعات التي يزعمون أنها مذعورة من إمكانية انتشار أفكارهم الثورية على نطاقٍ واسع.
5. يبدو أنهم يعتبرون أنفسهم أشخاصًا ذوي أهمية تاريخية فريدة.

يمكن للمهووسين الذين يتعارضون للغاية مع بعض الآراء السائدة في بعض المجالات التقنية (مثل الرياضيات وعلم التشفير والفيزياء):
1. إظهار نقص ملحوظ في القدرة التقنية.
2. سوء الفهم أو عدم استخدام الترميز والمصطلحات القياسية.
3. تجاهل الفروق الدقيقة التي تُعتبر ضرورية لفهم المعتقد السائد بشكلٍ صحيح.

أي أن المهووسين يميلون إلى تجاهل أي أفكار سابقة أُثبتت من خلال التجربة لتسهيل مناقشة موضوع مطالباتهم الغريبة وتحليلها؛ في الواقع، غالبًا ما يؤكدون أن هذه الابتكارات تحجب الحالة بدلًا من توضيحها.
بالإضافة إلى ذلك، غالبًا ما لا تكون النظريات العلمية الغريبة في الواقع مؤهلة بصفتها نظريات حيث يُفهم هذا المصطلح بشكل شائع في العلوم. على سبيل المثال، عادةً ما تفشل نظريات المهووسين في الفيزياء في التنبؤ بتوقعات قابلة للاختبار، ما يجعلها غير قابلة للدحض، من ثم غير علمية. أو يمكن أن يقدم المهووسون أفكارهم بطريقة مشوشة أو زائفة، ما يعني أنه من المستحيل تحديد ما يدعونه بالفعل.
ربما من المدهش أن العديد من المهووسين يظهرون بشكل طبيعي تمامًا عندما لا يفسرون بحماس معتقداتهم الغريبة، ويمكن أن يكونون ناجحين في وظائف لا علاقة لها بمعتقداتهم الغريبة.

## روابط خارجية
- الهووس دوت نت (Crank Dot Net) المهوسون ونظرياتهم المدرجة وتصنيفها.